# Шежави (Куявсько-Поморське воєводство)
Шежави (пол. Szerzawy, нім. Breitenfelde) — село в Польщі, у гміні Моґільно Моґіленського повіту Куявсько-Поморського воєводства.
Населення — 226 осіб (2011).
У 1975-1998 роках село належало до Бидгощського воєводства.

## Демографія
Демографічна структура станом на 31 березня 2011 року:
|          | Загалом | Допрацездатний вік | Працездатний вік | Постпрацездатний вік |
| -------- | ------- | ------------------ | ---------------- | -------------------- |
| Чоловіки | 123     | 56                 | 63               | 4                    |
| Жінки    | 103     | 32                 | 56               | 15                   |
| Разом    | 226     | 88                 | 119              | 19                   |